# Медаль «70 років Збройних Сил СРСР»
Меда́ль «70 ро́ків Збро́йних Сил СРСР» — ювілейна медаль, державна нагорода СРСР. Введена указом Президії Верховної Ради СРСР 24 січня 1988 року в ознаменування 70-ї річниці від створення Робітничо-Селянської Червоної Армії та флоту. Автор малюнку медалі — художник О. Б. Жук.

## Опис
Медаль «70 років Збройних Сил СРСР» має форму правильного круга діаметром 32 мм, виготовлена з латуні.
На лицьовому боці медалі розміщені профільні погрудні зображення льотчика, моряка та солдата сухопутних військ. По колу розміщені лаврові гілки. У верхній частині медалі — зображення п'ятикутної зірки, у нижній — дати «1918» та «1988».
На зворотному боці медалі — напис «70 ЛЕТ ВООРУЖЕННЫХ СИЛ СССР», нижче напису — лавро-дубовий вінок. Усі зображення та написи — випуклі.
Медаль за допомогою вушка і кільця з'єднується з п'ятикутною колодочкою, обтягнутою шовковою муаровою стрічкою червоного кольору шириною 24 мм. По краях стрічки — подовжні смужки зеленого кольору, по центру — подовжня смужка блакитного кольору з двома смужками золотавого кольору по боках.

## Нагородження медаллю
Ювілейною медаллю «70 років Збройних Сил СРСР» нагороджувалися:
- особи офіцерського складу, а також старшини, мічмани та військовослужбовці понадстрокової служби, які станом на 23 лютого 1988 року знаходилися на дійсній військовій службі у Збройних силах СРСР, ВМФ СРСР, прикордонних та внутрішніх військах, військах та органах КДБ;
- колишні червоногвардійці, військовослужбовці, що брали участь у бойових діях із захисту СРСР у лавах Збройних сил СРСР, партизани громадянської та німецько-радянської воєн;
- особи, звільнені з дійсної військової служби у запас або відставку, які прослужили у Радянській армії, ВМФ, прикордонних та внутрішніх військах, військах та органах КДБ 20 або більше календарних років;
- особи, нагороджені у період проходження дійсної військової служби орденами СРСР або медалями:

- «За відвагу»;
- Ушакова;
- «За бойові заслуги»;
- Нахімова;
- «За відзнаку в охороні державного кордону СРСР»;
- «За відмінну службу з охорони громадського порядку»;

Медаль носиться на лівій стороні грудей, за наявності у нагородженого інших медалей СРСР розташовується після медалі «60 років Збройних Сил СРСР».
Станом на 1 січня 1995 року ювілейною медаллю «70 років Збройних Сил СРСР» було проведено приблизно 9 842 160 нагороджень.